# نيكولاي فلوريسكو
نيكولاي فلوريسكو هو لاعب كرة قدم روماني، ولد في 14 نوفمبر 1949 في Codlea ‏ في رومانيا، وتوفي بنفس المكان في 21 سبتمبر 2011.